# Panorpa centralis
Panorpa centralis är en näbbsländeart som beskrevs av Bo Tjeder 1936. Panorpa centralis ingår i släktet Panorpa och familjen skorpionsländor. Inga underarter finns listade i Catalogue of Life.